# 海擎天總站
海擎天總站（葡萄牙語：The Praia / Terminal）是位於澳門半島花王堂區林茂海邊大馬路海擎天的一個終點站。新福利51A路線以該站為終點站。

## 歷史
- 原址為政府批給予新福利公司建設專用之林茂塘車廠及巴士總站用地，後被更改規劃建成私人住宅海擎天，惟保獨巴士總站設施，但一直未曾使用，而被傳媒抨擊。[1]

- 2016年8月29日，51A路線開設，同時本站開設。[2]

- 2022年7月23日至8月7日，51AS路線臨時開設，以本站為總站。往返北安、路氹東一帶及離島醫療綜合體等主要地盤。[3][4]

## 各車道安排
- 只有一條車道。

## 路線資料
| 新福利 | 51A | 海擎天 | 蝴蝶谷大馬路 | - 俾若翰街（綠楊花園） - 青茂口岸及關閘總站 - 看台街及中心街 - 黑沙環（黑沙環公園、保利達） - 北安大馬路 - 氹仔客運碼頭（ 輕軌氹仔碼頭站） - 機場倉庫 - 澳門機場（ 輕軌機場站） - 科大醫院及科技大學 - 威尼斯人及金光會展（ 輕軌路氹西站） - 巴黎人 - 路氹連貫公路 - 石排灣公屋群 |

## 鄰近公共運輸站
M94 沙梨頭南街／蘭花前地（Rua Sul do Patane / Praça das Orquideas）
路線：5X、8A、23、26、32、N2
M102 船澳街（Rua da Doca Seca）
路線：71S、101X、MT4
M108 俾若翰街／綠楊花園（R. do Comandante João Belo / Edf. Lok Yeung Fa Yuen）
路線：1A、3X、5X、32、51A、101X、H2、MT4、N2
M130 林茂／運順新邨（Lam Mau / Van Sion Son Chun）
路線：4

## 外部連結
- 新福利官方網站 （繁體中文） （页面存档备份，存于）